# Abd al-Wahid II
Abū Muḥammad al-Rashīd ʿAbd al-Wāḥid b. al-Maʾmūn, (in arabo أبو محمد الرشيد عبد الواحد بن المأمون ‎?) (... – 4 dicembre 1242), è stato un califfo berbero almohade, era figlio del califfo Abu l-'Ala Idris al-Ma'mun e regnò su quanto sopravviveva dei domini almohadi dal 1232 alla sua morte.
ʿAbd al-Wāḥid succedette al padre Idrīs I, morto mentre si preparava a marciare contro Marrakesh per affrontare il nipote Yaḥyā, che controllava la città. Il suo regno segnò l'inizio della frammentazione finale dell'impero almohade. Non riuscì a cacciare Yaḥyā da Marrakesh, allo stesso tempo il governatore di Tlemcen Yaghmurasan ibn Zayyan proclamò la sua indipendenza nel 1236 (avviando il governo indipendente della dinastia zayyanide e fondando il Regno di Tlemcen), seguendo l'esempio del sultano hafside Abū Zakariyā, che rese indipendente l'Ifriqiya sotto il suo dominio.

Prese il potere a Marrakesh solo dopo la morte del rivale Yaḥyā, avvenuta nel 1236.

Nel 1242 dovette affrontare il figlio di ʿAbd al-Ḥaqq (il fondatore della dinastia merinide), Abu Yahya ibn Abd al-Haqq, che, dopo aver conquistato il Rif, minacciava di conquistare anche Fès.

ʿAbd al-Wāḥid morì annegato in una piscina (o per una caduta) nel suo palazzo, nel dicembre dello stesso anno. Gli succedette il fratello Abu al-Hasan al-Sa'id al-Mu'tadid.